# 共立女子第二中学校・高等学校
共立女子第二中学校・高等学校（きょうりつじょしだいにちゅうがっこう・こうとうがっこう）は、東京都八王子市元八王子町一丁目にある私立女子中学校・高等学校。高等学校において、中学校から入学した内部進学の生徒と高等学校から入学した外部進学の生徒とは2年生から合同クラスを編成する併設型中高一貫校。

## 沿革
- 1970年（昭和45年）- 共立女子第二高等学校開校[3]
- 1984年（昭和59年）- 共立女子第二中学校開校
- 2006年（平成18年）- 共立女子中高新校舎中学エリア完成、高等学校からの生徒募集停止（6年完全一貫体制）[4]
- 2011年（平成23年）- 共立女子第二中学校、大学のあった新校舎に移転[5]

## 部活動

### 中学校・高等学校共通
- テニス部(中高別)
- バスケットボール部
- ソフトボール部
- サッカー部
- ゴルフ部
- 陸上競技部
- 体操競技部
- 卓球部
- 少林寺拳法部

- 吹奏楽部
- コーラス部
- 美術部
- 演劇部
- 野外研究部
- 漫画研究部
- サウンドソサエティ部
- プログラミング同好会
- 文芸同好会
- ESS同好会

### 中学校のみ
- 和躾部（高校で茶道部、華道部に分かれる）

### 高等学校のみ
- バトントワリング部
- バドミントン部
- フェンシング部
- バレーボール部
- ハンドメイド部
- 華道部
- 茶道部
- 放送部

## 交通
- JR中央線・京王高尾線 高尾駅よりスクールバスを運行
- JR中央線・横浜線・八高線 八王子駅よりスクールバスを運行

## 著名な出身者
- 吉原由香里 - 囲碁棋士、旧姓・梅沢
- 久米小百合 - 歌手、過去には「久保田早紀」として活動
- 中島京子 - 小説家
- 毬藻えり - 元宝塚歌劇団星組トップ娘役
- cloe - シンガーソングライター
- 宮田成華 - プロゴルファー
- 稲垣那奈子 - プロゴルファー
- 森優子 - 声優
- 佐藤さやか - フリーアナウンサー
- 永山祐子 - 建築家

## 制服
- 冬服 - ブレザー
- 夏服 - ニット系ベスト

※中高共通。正装用のスカートの他に、タータンチェックの替えスカートがある。セーター等によるバリエーションが認められる。
また、2024年度より中高共通のデザインのスラックスが導入された。

## 系列校
- 共立女子大学
- 共立女子短期大学
- 共立女子中学校・高等学校
- 共立大日坂幼稚園